# Fingerpark
Fingerpark – miejsce przeznaczone do jazdy i wykonywania trików na fingerboardzie. Znajdują się w nim elementy, które wielkością dostosowane są do rozmiarów deseczki. 
Wyposażenie fingerparków jest albo produkowane przez wyspecjalizowane firmy, albo wytwarzane przez samych fingerriderów (kupowane elementy są relatywnie drogie).
Elementami fingerparków są przeszkody, zestawiane w "trasy", które pokonuje się za pomocą fingerboardów. Rodzaje niektórych przeszkód to:
- Rail – zwykła rurka do ślizgów blatem fingerboardu lub grindowaniu osiami deseczki
- Funbox – może być to zwykłe "pudełko", może mieć najazdy, można na nim umocować także raila lub murek
- Półrura lub rampa – rampa do skoków, o budowie zbliżonej do rury przeciętej na pół (czyt.half pipe) lub na ćwierć (czyt.quarter pipe).
- Spine ramp – połączenie dwóch ramp odwróconych do siebie ścianami
- Grindbox – zwykły element o budowie prostokąta, który dodatkowo na krawędziach może mieć umieszczone: kątownik, ceownik lub pręt – oczywiście w mniejszych rozmiarach
- Bank – prosty podjazd o odpowiednim kącie, służący do najazdu, wykonaniu tricku i zjazdu

Firmy produkujące fingerparki i elementy fingerparków to: BlackRiver-Ramps, Mitt oraz Tech-Deck. Firmy założone przez riderów to: Gumi-Ramps, Industrial Rails, Craft wood, Streetramps itp.